# Raoul VI Payen de Beaumont-au-Maine
Raoul VI Payen de Beaumont-au-Maine (° ? - † >1088). 

## Généalogie
La famille de Beaumont, puis de Beaumont-Brienne, domina cette région du Maine du Xe  au  XIVe siècle.

## Biographie
Raoul Payen est un fils cadet du vicomte Raoul V (ou IV) de Beaumont et d'Emma de Montrevault. Soit il n'est pas compté dans la liste des vicomtes du Maine et de Beaumont, soit on l'admet sous le nom de Raoul V ou VI. Raoul est surnommé ordinairement Payen, parce qu'il avait été baptisé déjà grand, et qualifié vicomte de Montreveau (Montrevrault), du Lude et de Vendôme (héritage de sa mère). 
Gilles Ménage et ceux qui l'ont suivi, lui attribuent la plupart des actes de son neveu homonyme. Il est témoin avec sa mère du don de Cohémon à l'Abbaye du Ronceray d'Angers, en 1047 ; avec son père, la même année, du don d'un serf à l'abbaye de Bourgueil et dans trois autres circonstances semblables. En 1062 et 1067 environ, on le cite aux Cartulaires du Ronceray (p. 54) et de Vivoin (p. 207), avec son frère Hubert. Il accorde à l'abbaye de la Trinité de Vendôme la foire de la Purification, 1070 ; se désiste en faveur de Marmoutier des terres du Maz et de Moussay, 1071, avec sa femme confirme encore à l'abbaye de Vendôme tout ce qu'elle possède dans son fief, 1079 ; est le premier des témoins du comte Bouchard de Vendôme, bienfaiteur de la même abbaye. En 1095, il donne au chapitre d'Angers l'église de Saint-Nicolas construite dans son nouveau château et autorise Pierre, fils de Landry, à lui remettre les églises de Maulimar. En 1096, il se fit excommunier par le légat du pape pour la rétention de l'église de Mazé sur la Trinité de Vendôme.
Raoul Payen de Beaumont épouse avant 1071 Agathe de Vendôme, (fille de Foulques de Vendôme, "L'Oison", comte de Vendôme) qu'on voit citée avec son mari dans une foule de circonstances, l'est encore à la date de sa mort pour la restitution de la terre des Ajeux à Saint-Serge. Elle vivait en 1106.
Raoul Payen et Agathe de Vendôme eurent trois fils et une fille :
1. Foulques, mentionné avec son père le 27 juin 1086 dans l'accord entre Lancey et Saint-Florent de Saumur, père de Roscelin, vicomte de Montreveau, mari de Pétronille[2] de Beaupréau, fille d'Orric[3] de Beaupréau ;
2. Thiphaine, qui fit profession au Ronceray, mais qui ne fut pas l'abbesse de ce nom ;
3. Raoul, qui vivait en 1095 et n'est plus cité depuis ;
4. Bouchard, qui vivait en 1095 et n'est plus cité depuis.

Tous les autres descendants qu'on donne à Raoul Payen lui sont attribués à tort. Le Père Anselme le fait père de Roscelin de Beaumont qui eut guerre avec Geoffroy Plantagenet, vit son château brûlé, et n'est autre que le petit-fils d'Hubert, vicomte du Maine. Dom Lobineau qui attribue à Roscelin un fils nommé Richard, marié par le roi d'Angleterre, Henri II d'Angleterre, à une fille de Roland de Rieux, fait la même confusion avec de nouvelles erreurs.

## Source
- Abbé Angot, « Les vicomtes du Maine », dans Bulletin de la Commission historique et archéologique de la Mayenne, 1914, no 30, p. 180-232, 320-342, 404-424. .
- Comtes du Maine, Étienne Patou, 2007, .